# Антіохійський землетрус
36°14′ пн. ш. 36°07′ сх. д. / 36.23° пн. ш. 36.12° сх. д.
Антіохійський землетрус 526 року — найбільший землетрус на території Візантійської імперії, який вразив Антіохію та суміжні області Сирії. Стався наприкінці травня (ймовірно, у проміжку з 20 по 29 травня). Внаслідок цього загинуло 250 000 осіб; пожежа, що виникла після землетрусу, знищила більшу частину будівель. Максимальна інтенсивність в Антіохії оцінюється між VIII та IX за шкалою Меркаллі.
Під час землетрусу загинув патріарх Антіохійський Євфрасій, і замість нього народ та клір Антіохії обрали патріархом Єфрема.